# Helmuth von Moltke den äldre
Helmuth Karl Bernhard von Moltke, Helmuth von Moltke den äldre, född 26 oktober 1800 i Parchim i Mecklenburg-Schwerin, död 24 april 1891 i Berlin, var en tysk greve och yrkesmilitär med generalfältmarskalk som slutgrad från 1871. 
Han är framför allt känd för att ha lett preussiska armén i de framgångsrika krigen mot Österrike 1866 och mot Frankrike 1870–1871. Han var farbror till Helmuth von Moltke den yngre.

## Biografi
Helmuth von Moltke var son till den danske generallöjtnanten Friedrich Philipp Victor von Moltke.
Han erhöll sin första utbildning i danska landkadettkåren i Köpenhamn och blev dansk officer i januari 1818, men lämnade Danmark 1822 och inträdde som officer i 8:e preussiska infanteriregementet.
Efter att ha avslutat kursen vid krigsakademin 1828–31 var han sysselsatt med topografiska arbeten och anställdes 1833, efter befordran till premiärlöjtnant, vid generalstaben, som han sedan oavbrutet tillhörde. 1835 begav han sig på en resa till Turkiet, han fick snart sultan Mahmud II:s uppmärksamhet och tilldelades uppgiften att delta i arbetet med ombildandet av den turkiska armén.
Han gjorde flera märkbara ändringar, ledde fästningsbyggnader i Bulgarien och vid Dardanellerna, for 1838 över till Mindre Asien och följde turkiska armén under fälttågen mot kurderna (1838) och mot egyptierna (1839).
Återkommen till Tyskland 1839 användes Moltke i åtskilliga generalstabsbefattningar, blev major 1842, överste 1851 och generalmajor 1856. I oktober 1857 ställdes han i spetsen för arméns generalstab samt utnämndes 1859 till generallöjtnant.
Under de krig som under perioden 1864–1871 förde fram Preussen till en ledande ställning som stormakt och ledde till Tysklands enande spelade Moltke den ledande militära rollen, samtidigt som den preussiske ministerpresidenten Otto von Bismarck spelade den ledande politiska rollen och var krigens egentliga arkitekt. Planen för fälttåget mot Danmark 1864 gjordes av Moltke. Den något djärva, men snillrikt utkastade planen för fälttåget mot Österrike 1866 var även det Moltkes verk, och han fick själv leda utförandet. Kort före 1866 års krig blev han general i infanteriet. Ledningen av kriget mot Frankrike 1870–71 var Moltkes verk. Under kriget erhöll han grevlig status och utnämndes 16 juni 1871, då den segrande armén höll sitt intåg i Berlin, till generalfältmarskalk.
1888 erhöll Moltke på egen ansökan avsked från befattningen som chef för generalstaben. 26 oktober 1890 firades hans 90-årsdag med stor pompa och ståt. Han var sedan 1869 ledamot av svenska Krigsvetenskapsakademin och besökte Sverige 1881. von Moltke avled den 24 april 1891 i Berlin.
Som chef för generalstaben gjorde han denna till en utmärkt elitkår. I många tyska städer har man rest statyer av Moltke, bland annat ett monument vid dåvarande Königsplatz i Berlin som sedan 1938 står vid Grosser Stern i Tiergarten.
Det är en osann skröna att von Moltke skrattade när han såg Vaxholms fästning.

## Moltke som militärteoretiker
Moltke var i sitt militära tänkande i flera avseenden starkt påverkad av Carl von Clausewitz och hans arbete Om kriget, bland annat genom att Moltke framhöll det oberäkneliga i krig. Under decennierna närmast efter Clausewitz död 1831 var andra militärteoretiska tänkare såsom Antoine-Henri Jomini mer uppmärksammade, och det var inte minst genom Moltke som Clausewitz tänkande intog den centrala ställning i västvärldens militärteoretiska tänkande som det haft sedan Moltkes tid. På grund av Preussens stora krigsframgångar rönte Moltke och hans principer för krigföring stort intresse både i andra länder och under lång tid efter hans död. Även om Moltke författade en del böcker och andra skrifter torde hans faktiska verksamhet snarare än hans böcker ha varit det som gav inspiration till andras militära tänkande. Han anses bland annat vara den moderna militärbyråkratins skapare, genom den centrala roll som den preussiska generalstaben och den militära planläggningen fick i Preussens krig.

## Befordringshistorik
| Datum          | Tjänstegrad    |
| -------------- | -------------- |
| 1 januari 1819 | Sekundlöjtnant |

| Datum             | Tjänstegrad            |
| ----------------- | ---------------------- |
| 19 mars 1822      | Sekundlöjtnant         |
| 30 mars 1833      | Premiärlöjtnant        |
| 30 mars 1835      | Kapten                 |
| 12 april 1842     | Major                  |
| 26 september 1850 | Överstelöjtnant        |
| 2 december 1851   | Överste                |
| 9 augusti 1856    | Generalmajor           |
| 31 maj 1859       | Generallöjtnant        |
| 8 juni 1866       | General av infanteriet |
| 16 juni 1871      | Generalfältmarskalk    |

## Utmärkelser
Sverige
- Riddare av Serafimerorden, 10 augusti 1881.